# フリードリヒ・カール (ヴュルテンベルク＝ヴィンネンタール公)
フリードリヒ・カール（ドイツ語: Herzog Friedrich Karl von Württemberg-Winnental, 1652年9月12日 - 1698年12月20日）は、ドイツのヴュルテンベルク公爵家の分枝ヴュルテンベルク＝ヴィンネンタール家（Württemberg-Winnental）の始祖。甥のヴュルテンベルク公エーバーハルト・ルートヴィヒの摂政（1677年 - 1693年）を務めた。

## 生涯
ヴュルテンベルク公エーバーハルト3世とその最初の妻でザルム＝キルブルク伯ヨハン・カジミールの娘であるアンナ・カタリーナ（1614年 - 1655年）の間の第13子、七男として生まれた。

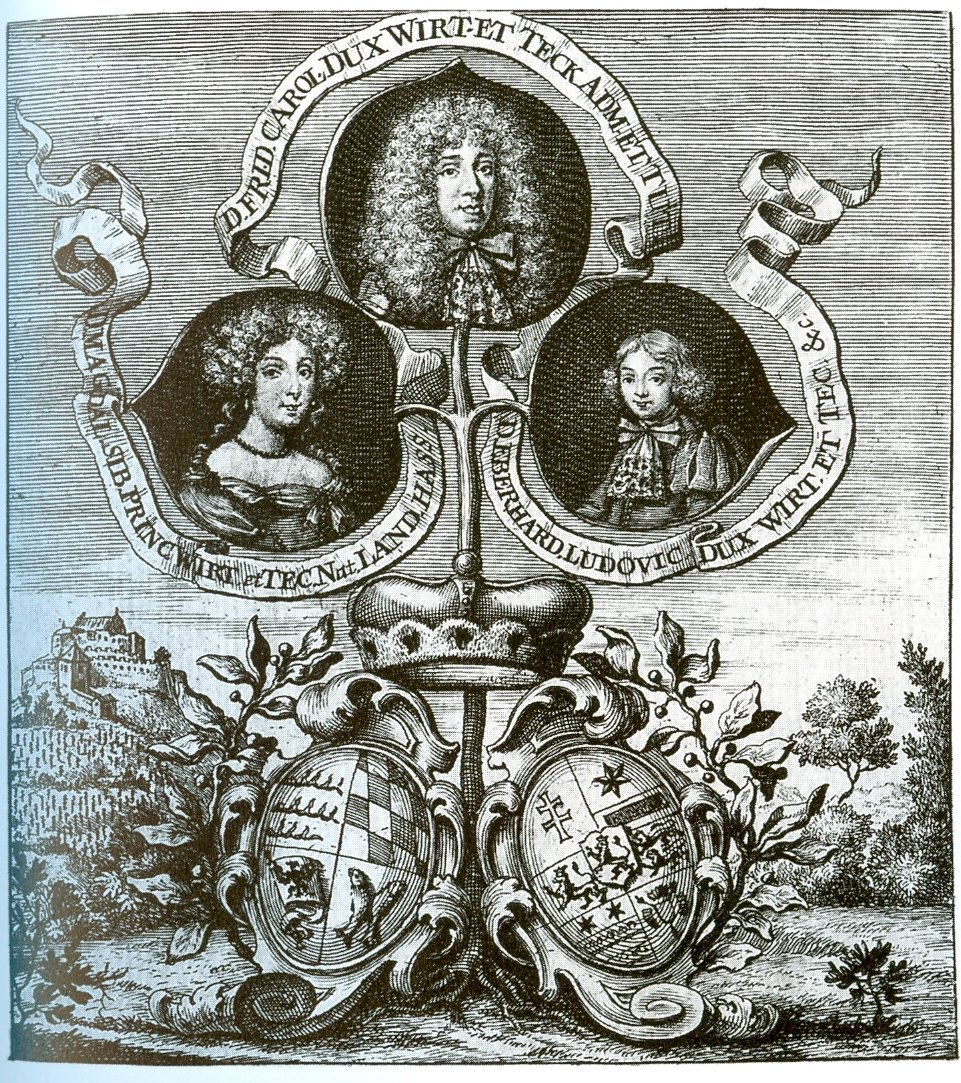
ヴュルテンベルク公国の摂政体制を示した銅版画、義姉のマグダレーナ・ジビュラ（左）、甥のエーバーハルト・ルートヴィヒ（右）の上位に置かれたフリードリヒ・カール（中央）

1677年11月27日に神聖ローマ皇帝レオポルト1世により兄ヴィルヘルム・ルートヴィヒの遺児エーバーハルト・ルートヴィヒの筆頭後見人（Obervormundschaft）に任じられ、ヴュルテンベルク公国の摂政を務めることになった。1693年1月22日に甥の成人に伴って摂政を退いている。摂政在任中、内政面では特に教会・学校制度の拡充に重点を置いて、領邦の強国化を推進した。1686年、シュトゥットガルトに最初のギムナジウムを設立させている。
外交面では、大同盟戦争に大きく影響された。1688年、エーバーハルト・ルートヴィヒを連れてニュルンベルクへの逃亡を余儀なくされている。1692年にはエーティスハイム（現バーデン＝ヴュルテンベルク州エンツ郡）郊外で麾下の4000人の部隊とともにフランス軍の包囲・攻撃を受け、捕虜となってヴェルサイユに連行された。
翌1693年1月に釈放された際、対立関係にあった義姉のマグダレーナ・ジビュラは枢密顧問官たちと謀り、皇帝の許可を取り付けて息子エーバーハルト・ルートヴィヒ（まだ16歳だった）の成人を予定より早く宣言した。
摂政を不当に解任されたことに対する補償として、フリードリヒ・カールは相当額の金銭を贈られた。また皇帝により帝国陸軍元帥の地位を授けられている。1694年よりバーデン＝バーデン辺境伯ルートヴィヒ・ヴィルヘルムの指揮下で皇帝軍の戦いに参加し、一時は自らも皇帝軍の最高指揮官を務めた。1698年、持病の梅毒の悪化により死去した。

## 子女
1682年10月31日にアンスバッハにおいて、ブランデンブルク＝アンスバッハ辺境伯アルブレヒトの娘エレオノーレ・ユリアーネと結婚し、間に5男2女の7人の子女をもうけた。
- カール・アレクサンダー（1684年 - 1737年） - ヴュルテンベルク公
- ドロテア・シャルロッテ（1685年 - 1687年）
- フリードリヒ・カール（1686年 - 1693年）
- ハインリヒ・フリードリヒ（1687年 - 1734年）
- マクシミリアン・エマヌエル（1689年 - 1709年）
- フリードリヒ・ルートヴィヒ（1690年 - 1734年）
- クリスティアーネ・シャルロッテ（1694年 - 1729年） - 1709年、ブランデンブルク＝アンスバッハ辺境伯ヴィルヘルム・フリードリヒと結婚